# Нылкудо
Нылкудо (мар. Нылгудо) — деревня в Моркинском районе Республики Марий Эл. Входит в состав Октябрьского сельского поселения.

## География
Находится в юго-восточной части республики Марий Эл на расстоянии приблизительно 20 км по прямой на юго-запад от районного центра посёлка Морки.

## История
Образована в конце XVII века. В 1877 году здесь (тогда околоток Элькенер) находилось 2 двора, в 1886 году (околоток Ныл Кудо или Элькенер) находилось 14 дворов, проживали 52 человека, большинство мари. В 1915 году в деревне находилось 6 дворов, в 1952—1954 7 хозяйств и 41 житель, в 2004 году 10 хозяйств. В советское время работали колхозы «Йошкар патыр», «Сталинград», «Рассвет».

## Население
Население составляло 29 человек (мари 100 %) в 2002 году, 19 в 2010.